# Rjasanskoje (Kaliningrad, Bagrationowsk)
Rjasanskoje (Рязанское, deutsch Guwöhnen) war ein Ort in der russischen Oblast Kaliningrad (Gebiet Königsberg (Preußen)) und gehörte vor 1945 zum Kreis Preußisch Eylau in Ostpreußen.

## Geographische Lage
Die Ortsstelle von Rjasanskoje liegt im südlichen Westen der Oblast Kaliningrad, 17 Kilometer westlich der einstigen Kreisstadt Friedland (russisch Prawdinsk), 21 Kilometer nördlich der zwischenzeitlichen Kreismetropole Bartenstein (polnisch Bartoszyce) bzw. neun Kilometer nordöstlich der heutigen Rajonshauptstadt Bagrationowsk (deutsch Preußisch Eylau).

## Geschichte
Der kleine Ort Gubehnen – um 1785 Guwehnen, nach 1785 Gowehnen und nach 1820 bis 1950 Guwöhnen genannt – bestand aus einem großen Hof und war ein Wohnplatz in der Gemeinde Gallitten (russisch Pessotschnoje) im ostpreußischen Kreis Friedland, der später in Kreis Bartenstein umbenannt wurde. Im Jahre 1905 zählte Guwöhnen 51 Einwohner.
Mit dem gesamten nördlichen Ostpreußen kam Guwöhnen 1945 in Kriegsfolge zur Sowjetunion und behielt bis 1950 die deutsche Ortsbezeichnung. Im Jahre 1947 wurde der Ort in den Nadeschdinski selski Sowet (Dorfsowjet Nadeschdino (Lampasch)) eingegliedert. Schon in den 1950er Jahren fand keine reguläre Besiedlung des Ortes mehr statt, er wurde jedoch vor 1988 noch an den Nachbarort Pessotschnoje (Gallitten) angeschlossen. Seine Ortsstelle gehört jetzt zum Munizipalkreis Rajon Bagrationowsk (Stadtkreis Preußisch Eylau) innerhalb der Oblast Kaliningrad der Russischen Föderation.

## Religion
Bis 1945 gehörte Guwöhnen zur evangelischen Kirche in Domnau (russisch Domnowo) in der Kirchenprovinz Ostpreußen der Kirche der Altpreußischen Union.

## Verkehr
Die Ortsstelle Rjasanskojes resp. Guwöhnens liegt nördlich der Straße 27K-198, die von Berjosowka (Groß Sausgarten) nach Pessotschnoje (Gallitten) und weiter bis Dubki (Neucken) verläuft. Ein Abzweig in nördlicher Richtung führt direkt an die Ortsstelle. Außerdem besteht eine Verbindung zwischen den beiden Ortsstellen Wischnjaki (Galben) und Rjasanskoje.